# Heckenhausen (Schenklengsfeld)
Koordinaten: 50° 50′ 10″ N, 9° 46′ 34″ O
Heckenhausen ist eine Dorfwüstung in der Gemarkung von Wüstfeld, einem Ortsteil der Gemeinde Schenklengsfeld im osthessischen Landkreis Hersfeld-Rotenburg.

## Geographische Lage
Die Wüstung befindet sich etwa 6 km südöstlich von Bad Hersfeld und rund 0,6 km nordnordöstlich der Ortsmitte von Wippershain, unmittelbar nordöstlich der Kreisstraße K 17 von Bad Hersfeld nach Wüstfeld auf 420 m über NN am Rand des dortigen Staatswaldes. 

## Geschichte
Das Dorf wurde im Jahre 1368 erstmals genannt; es gehörte zum Amt Landeck und lag unmittelbar außerhalb der Nordgrenze des kleinen hersfeldischen Amts Schildschlag. Wann das Dorf verlassen wurde, ist nicht bekannt. 
Ab etwa 1590 ist an der Stelle ein Einzelhof belegt, wobei es sich vermutlich um eine im Zuge des frühneuzeitlichen Landesausbaus vorgenommene Neugründung auf dem ehemaligen Siedlungsgelände handelte. Der Hof fand in der Folge häufig Erwähnung und fiel erst zwischen 1760 und 1778 wüst. Er wurde zuletzt, wie noch 1759 bekundet, als Förster- und Jagdhaus genutzt.
Im Statistischen Repertorium über das Königreich Westphalen von 1813 wird Heckershaus noch einmal aufgeführt, als Einzelhaus mit vier Bewohnern im Kanton Petersberg im Distrikt Hersfeld des Departements der Werra.